# Смердиль

Смердиль — река в Вологодской области России, правый приток Колпи.
Вытекает из озера Грибно на севере Лентьевского сельского поселения Устюженского района. Течёт на север между болотами Дубровское и Воронской Мох, пересекает территорию Сиучского сельского поселения Бабаевского района и впадает в Колпь в 34 км от её устья на территории Мазского сельского поселения Кадуйского района. Длина реки составляет 10 км. Крупных притоков и населённых пунктов на берегах нет.

## Данные водного реестра
По данным государственного водного реестра России относится к Верхневолжскому бассейновому округу, водохозяйственный участок реки — Суда от истока и до устья, речной подбассейн реки — Реки бассейна Рыбинского водохранилища. Речной бассейн реки — (Верхняя) Волга до Куйбышевского водохранилища (без бассейна Оки).
По данным геоинформационной системы водохозяйственного районирования территории РФ, подготовленной Федеральным агентством водных ресурсов:
- Код водного объекта в государственном водном реестре — 08010200212110000007821
- Код по гидрологической изученности (ГИ) — 110000782
- Код бассейна — 08.01.02.002
- Номер тома по ГИ — 10
- Выпуск по ГИ — 0